# Comuna Bilkî, Popilnea
Bilkî (în ucraineană Білківська сільська рада) este o comună în raionul Popilnea, regiunea Jîtomîr, Ucraina, formată din satele Bilkî (reședința) și Mohnacika.

## Demografie
Componența lingvistică a comunei Bilkî
     Ucraineană (98,37%)
     Alte limbi (1,52%)
Conform recensământului din 2001, majoritatea populației comunei Bilkî era vorbitoare de ucraineană (98,37%), existând în minoritate și vorbitori de alte limbi.